# 赤旗事件
赤旗事件（日语：／ Sekki Jiken／Akahata Jiken）是发生于1908年（明治41年）6月22日镇压社会主義者的事件。別名「錦輝館事件（日语：／ Kinkikan Jiken）」、「錦輝館赤旗事件（日语：／ Kinkikan Sekki Jiken）」。
1908年，日本在農民鬥爭蜂起、政府大力鎮壓社會主義運動的氣氛下，爆發「赤旗事件」。荒畑寒村、大杉榮等在東京街頭高擎「無政府主義」、「無政府」大旗遊行，與警察發生衝突，演變成大規模械鬥。

## 背景
明治时期，社会运动在日本兴起，形成了寻求改善工作环境的工会协会。 作为回应，政府在1900年颁布了《治安警察法》，以规范运动。1901年5月20日，日本第一个社会主义政党--社会民主党成立，有六位创始人，包括安部磯雄、片山潜、幸徳秋水和西川光二郎，但遭到第四届伊藤内阁的立即禁止。1900年，安部磯雄等人组建了社会主义协会，四年后被第一屆桂內閣解散。
1906年1月7日，西园寺君直接替桂太郎担任首相，第一届西园寺内阁成立。西园寺避免不必要地压制社会主义，并采取了容忍温和派存在的政策。 利用这一点，第一个合法的社会主义政党，日本社会主义党，于1月28日成立。 然而，该党分裂成两个派别：包括幸徳在内的 "直接行动派"（硬派），主张暴力革命；以及包括田添鉄二在内的 "议会政策派"（软派），主张通过议会合法夺取政权。 两派之间的冲突，特别是强硬派，被政府认为是危险的，在该党成立后的一年内，由于违反了《治安警察法》，政府发布命令禁止其结社。 在这种背景下，1908年6月22日，几十名社会主义者聚集在东京神田的电影院「錦輝館（きんきかん）」，欢迎山口孤剣出狱。
1907年3月，山口在《和平新报》（第59期）上发表了一篇文章《踢走父母》，对封建家庭制度进行了严厉的批评。 为此，山口被指控违反报纸条例，并被判处3个月监禁（包括额外指控在内为1年2个月），但次年6月18日获释出狱。 石川三四郎是一家非专业报纸的编辑，在笔墨事件中与山口同样入狱，并提前获释，他对硬派和软派分别为他的出狱举行欢迎会感到难过，并敦促两派共同庆祝他的同志出狱。 硬派和软派之间的冲突仍在继续，但组织了一次联合招待会，部分原因是当时在狱中的山口没有直接参与这个问题。

## 事件经过
6月22日下午（时间根据文件不同而不同），欢迎会在创始人石川的开幕词中开始。 西川和堺利彦随后发表了讲话，随后是娱乐活动，在晚上结束。 然而，就在聚会散去之前，一群强硬派，包括荒田寒村、宇都宫卓尔、大杉荣和村木源次郎，突然展开一面旗帜（旗帜的数量根据资料不同而说法不一），红底白字的 "无政府共产"、"社会革命 "和 "socialism"，并开始唱革命歌曲。 石川试图阻止他们，但强硬派不依不饶，喊着'无政府主义万岁'之类的话跑出了金汇阁。 在现场等待欢迎会的警察认出了街上的强硬派，赶忙收走了他们的红旗，但他们拒绝交出。
经过这次打斗，荒田寒村、宇都宫卓尔、大杉荣、村木源次郎、佐藤悟、德永保之助、森冈荣治、百濑晋和四名妇女（大杉荣子、菅野素香、小暮玲子和上川松子）被捕，试图阻止他们的堺和山川也被逮捕。 此外，有两人从聚集在他们周围的围观者中被逮捕。
被捕者被带到神田警察署，在那里他们受到了拷问，包括腹部被踢伤。 酒井 "在牢房里一直处于昏迷状态"，而小暮 "在牢房里突然抽搐，但由于没有任何手术而被留在那里"（东京6月26日《东京新报》）。

## 影响
6月27日，事件发生5天后，西园寺向内务大臣原敬等人宣布辞职；7月4日内阁总辞职。 虽然有一些主要的原因，如经济衰退，但辞职发生时，正值执政的世友会在5月的众议院选举中赢得历史性胜利，引发了人们的猜测。 虽然表面上是由于健康问题，但山县有朋表示，"事件的发生是由于对社会主义者的和解。 据说，这是西园寺内阁失败的直接结果。
事件发生时，幸徳正在他的家乡高知县，所以他躲过一劫，但他一得知此事，就立即前往东京，努力重建他的权力。 结果，无政府主义者和与他们接近的人开始占据社会运动的主流。 新成立的第二届桂内阁更严格的控制也刺激了这一趋势，并发展成为1910年的 "幸徳事件"（大逆事件）。